# Irans damlandslag i volleyboll
Irans damlandslag i volleyboll  representerar Iran i volleyboll på damsidan. Laget organiseras av Irans volleybollförbund (فدراسیون والیبال ایران). Dess största framgångar är ett brons vid asiatiska spelen 1966 och ett silver vid Islamic Solidarity Games 2021.
Damlandslaget spelade sin första landskamp 1963 mot Japan i Teheran. Japan (som var regerande världsmästare) dominerade matchen och Iran tog bara 7 poäng. Iran deltog i kvalet för OS 1964. I turneringen, som spelades i New Delhi, Indien blev Iran fyra av de sex deltagande lagen. Vid asiatiska spelen 1966 tog laget sin första internationella medalj efter segrar mot Burma, Filippinerna och Thailand och förluster mot Japan och Sydkorea. De deltog även vid asiatiska spelen 1970 och 74, dock utan att ta medalj.

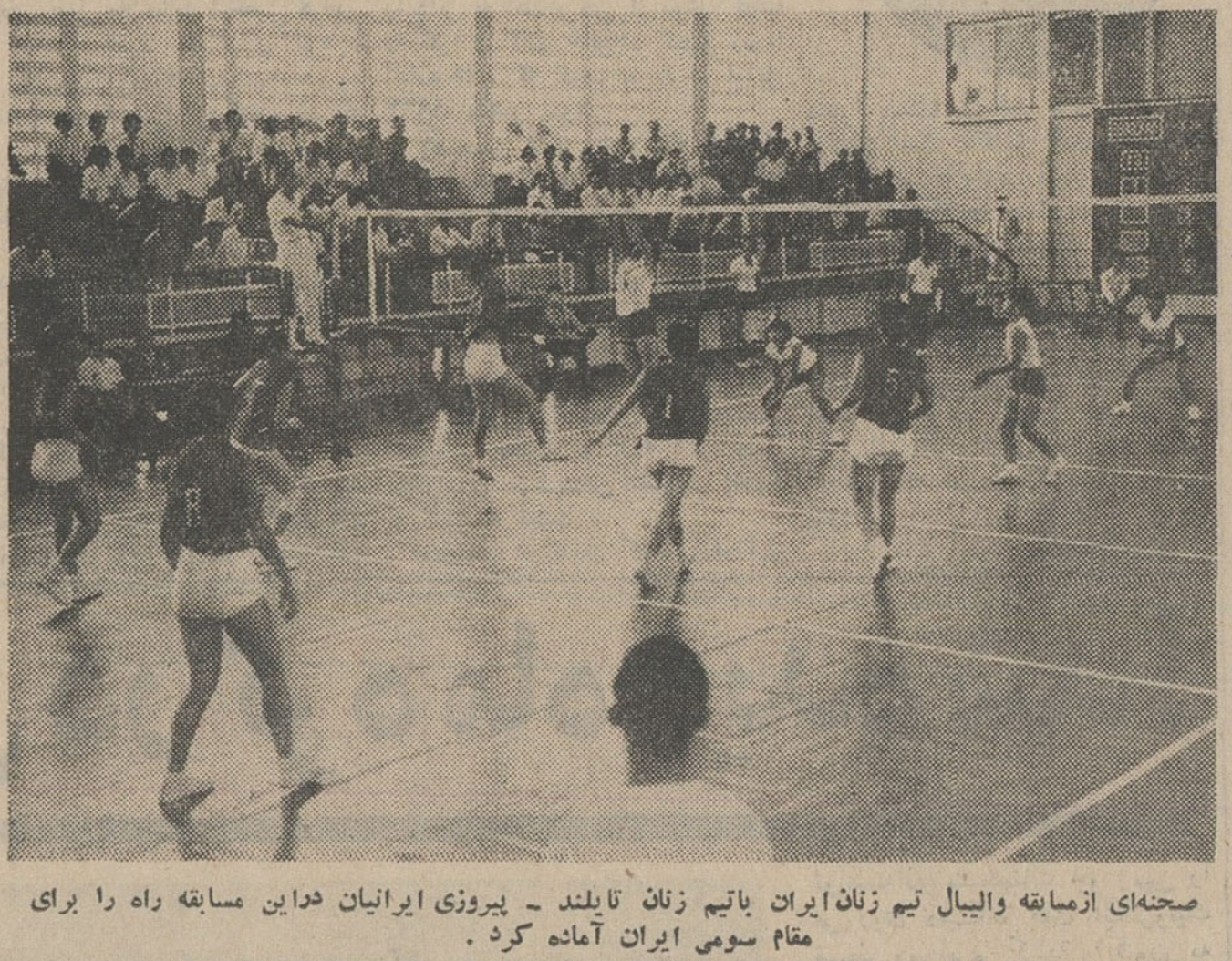
Tidningsklipp ur Ettela'at från Irans match mot Thailand vid asiatiska spelen 1966

Den iranska revolutionen medförde ett långt uppehåll för landslaget och dessutom att dess lagkapten Fruzan Abdi avrättades. Det dröjde till 2007 innan det deltog i internationella tävlingar igen. Det deltog då i asiatiska mästerskapet. Vid första tillfället vann de inte någon match och hamnade på plats 12 av 13 lag. Sedan dess har det gått bättre, med en 7:e plats från asiatiska mästerskapen 2019 som bästa resultat. Sedan 2010 har laget även deltagit i AVC Cup. Där har de som bäst kommit sexa som bäst, vilket de gjorde 2016. Vid Islamic Solidarity Games 2021 kom laget tvåa.

### Fotnoter
1. 1 2 3 4 5 6  ”Asian senior women volleyball championship” (på engelska). Asian Volleyball Confederation. https://asianvolleyball.net/new/asian-senoir-women-volleyball-championship/. Läst 11 februari 2023.
2. 1 2 3 4 5  ”AVC Cup for women” (på engelska). Asian Volleyball Confederation. https://asianvolleyball.net/new/avc-cup-for-women/. Läst 12 februari 2023.
3. ↑  ”ASIAN SENIOR WOMEN VOLLEYBALL CHAMPIONSHIP” (på engelska). Asian Volleyball Confederation. https://asianvolleyball.net/new/asian-senoir-women-volleyball-championship/. Läst 23 oktober 2022.
4. ↑  ”Islamic Solidarity Games Women - Matches” (på engelska). Turkiets volleybollförbund. https://tvf-web.dataproject.com/CompetitionMatches.aspx?ID=85&PID=165. Läst 15 februari 2023.
5. ↑  ”2022 AVC Cup for women” (på engelska). Asian Volleyball Confederation. https://asianvolleyball.net/new/2022-avc-cup-for-women/. Läst 12 februari 2023.
6. ↑  Preechachan (26 juni 2023). ”VIETNAM CROWNED WINNERS OF AVC CHALLENGE CUP” (på engelska). https://asianvolleyball.net/new/vietnam-crowned-winners-of-avc-challenge-cup/. Läst 8 juli 2023.
7. ↑  ”Bulltein No. 8” (på engelska). Asian Volleyball Confederation. https://asianvolleyball.net/new/wp-content/uploads/2023/09/Bulletin_No8_Sr.Women_.pdf. Läst 13 oktober 2023.
8. ↑  ”Volleyball Teams Final Ranking” (på engelska). Asian Volleyball Confederation. https://asianvolleyball.net/new/wp-content/uploads/2024/05/WCC2024_Bulletin_No_08.pdf. Läst 22 juni 2024.
9. ↑  Senaste tillfället då någon kontrollerade att de inmatade tabelluppgifterna stämmer. Uppgifter kan ha matats in senare utan att kontrolleras av någon annan
10. ↑  ”Foruzan Abdi, member of national volleyball team, victim of 1988 massacre” (på engelska). Iran Human Rights Monitor. 5 augusti 2021. https://iran-hrm.com/2021/08/05/foruzan-abdi-victim-of-1988-massacre/. Läst 11 februari 2023.